# مركز زوار مدائن صالح

صورة من مركز زوار مدائن صالح

انشئ مركز زوار مدائن صالح بعد أن باتت «مدائن صالح» الموقع الأثري الأشهر في المملكة والمسجل في قائمة التراث العالمي التابع لليونسكو تستقبل أعداداً متزايدة من الزوار والسياح من المواطنين والمقيمين من مختلف مناطق المملكة، وخاصة بعد اكتمال مشروع تطوير الموقع الذي نفذته الهيئة العامة للسياحة والآثار وشمل إنشاء متحف سكة حديد الحجاز وترميم القلعة الإسلامية وإنشاء الممرات واللوحات الإرشادية والتعريفية وغيرها، واكتمل المشروع بإفتتاح وتشغيل الفندق ومحلات بيع الهدايا والمطعم وغيرها من الخدمات في المباني التي تم الإنتهاء من ترميمها.

## الموقع
حين تدخل مدائن صالح مع البوابة الرئيسية من الطريق الرئيسي الرابط بين العلا والمدينة المنورة حيث سيكون المجمع الذي يحوي «مركز الزوار» الذي يوجد فيه خريطة للموقع، والمتحف والمكاتب الرسمية وأماكن الاستراحة والخدمات الأخرى، حيث مثلت محطة سكة حديد الحجاز في مدائن صالح، حجر الزاوية في مشروع التأهيل، وهي تقع في الطرف الشمالي الغربي من موقع مدائن صالح، وتشكل محور الأنشطة السياحية ذات الصلة بالموقع من خلال تقديم الخدمات الأساسية مثل الإستقبال، والمعلومات السياحية والإرشاد، والعرض المتحفي.

## الخدمات
يقدم المركز خدمات للمواطنين والمقيمين والزائرين من خلال تزويدهم بالمعلومات اللازمة عن الخدمات السياحية المتاحة وتوزيع الكتيبات والمطبوعات التعريفية ومن خلال مركز المعلومات الإلكتروني فضلا عن توزيع الخرائط وعرض وتعريف الزوار بالخيارات السياحية المتوفرة وتمكينهم من المشاركة في الفعاليات والأنشطة السياحية المختلفة وقضاء وقت أطول في المناطق التي يزورونها.

## الملحقات
يشمل موقع المركز على:
- مقر لإدارة الموقع
- مركز للأمن
- ومركز إسعافات أولية
- استراحة للزوار

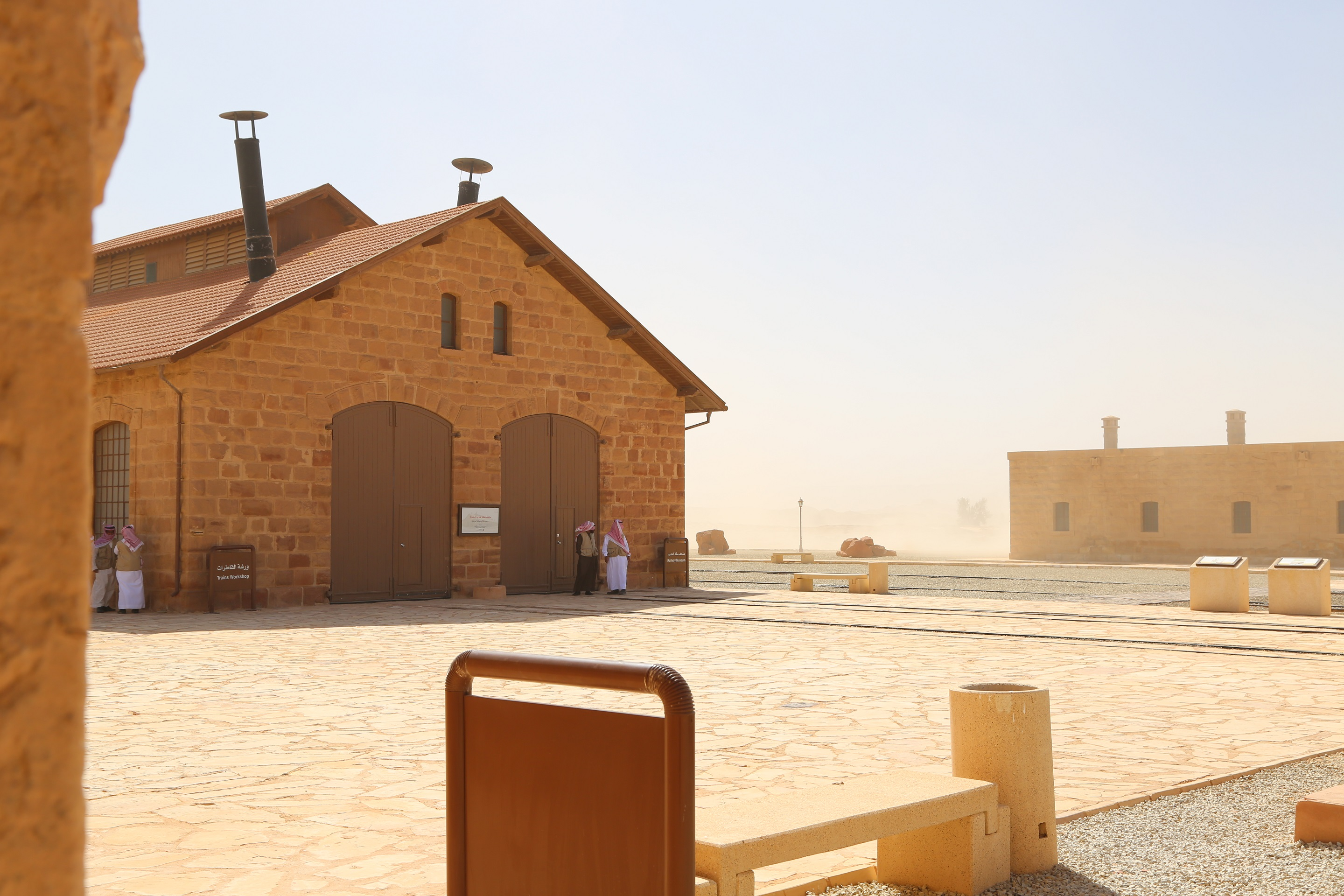
متحف سكة حديد الحجاز

- مقر للبعثات العلمية الدولية التي تعمل في الموقع
- لوحات إرشادية وتعريفية بالموقع تمد زائر الموقع بالمعلومات اللازمة عن الموقع وتاريخه.